# Live in Vienna
Live in Vienna (Vienna ist der englische Name von Österreichs Hauptstadt Wien) ist das erste Video- und Livealbum der deutschen Rockband Böhse Onkelz. Es wurde am 16. März 1992 über das Label Bellaphon Records als CD-, LP-, MC- und VHS-Version veröffentlicht. Am 28. März 2008 erschien das Album auch auf DVD.

## Inhalt
Das Album enthält den Live-Mitschnitt des Konzertes der Band vom 13. Dezember 1991 in Wien. Hierbei spielte die Gruppe 30 Titel aus allen ihrer bis damals erschienenen Studioalben, von denen allerdings lediglich 18 beziehungsweise 19 auf dem Album enthalten sind. Der komplette Auftritt ist dagegen nur als Bootleg erhältlich. Die Videoversion enthält neben den Liedern vier Interviews, allerdings nicht den Song Stöckel und Strapse.

## Covergestaltung
Das Albumcover zeigt die Band bei ihrem Auftritt auf der Bühne in dunkelblauem Scheinwerferlicht. Im Vordergrund ist ein schwarzes Fadenkreuz mit einem roten Punkt in der Mitte zu sehen. Links oben im Bild befinden sich das Logo böhse onkelz und der Titel live in vienna in weiß. Außerdem steht am unteren Bildrand der weiße Schriftzug 70 Minuten Live-Power. Bei der VHS- und DVD-Version ist stattdessen 80 Minuten Live-Power zu lesen. Außerdem zeigt die DVD-Version einen kleineren Bildausschnitt des CD-Covers und enthält zusätzlich am Logo das Aufnahmejahr 1991.

## Titelliste
| VHS/DVD | CD/LP/MC |
| --- | --- |
| 1. Intro – 2:30 2. Wir ham’ noch lange nicht genug – 4:50 3. 10 Jahre – 3:57 4. Kneipenterroristen – 2:54 5. Signum des Verrats – 3:08 6. Interview-Block 1 7. Wilde Jungs – 4:24 8. Das ist mein Leben – 4:00 9. Nie wieder – 4:16 10. Interview-Block 2 11. Zieh mit den Wölfen – 3:46 12. Lack und Leder – 4:03 13. Mexico – 2:48 14. Interview-Block 3 15. Wieder mal ’nen Tag verschenkt – 4:02 16. Nur die Besten sterben jung – 3:47 17. Zeig mir den Weg – 3:46 18. So sind wir – 3:52 19. Ach, Sie suchen Streit – 3:05 20. Eine dieser Nächte – 4:04 21. Interview-Block 4 22. Ich lieb’ mich – 1:33 | 1. Intro – 0:20 2. Wir ham’ noch lange nicht genug – 4:48 3. 10 Jahre – 4:07 4. Kneipenterroristen – 3:04 5. Signum des Verrats – 3:22 6. Wilde Jungs – 4:40 7. Das ist mein Leben – 4:18 8. Nie wieder – 4:31 9. Zieh mit den Wölfen – 4:03 10. Lack und Leder – 4:23 11. Mexico – 3:19 12. Wieder mal ’nen Tag verschenkt – 4:26 13. Stöckel und Strapse – 2:34 14. Nur die Besten sterben jung – 4:37 15. Zeig mir den Weg – 3:48 16. So sind wir – 3:57 17. Ach, Sie suchen Streit – 3:18 18. Eine dieser Nächte – 4:48 19. Ich lieb’ mich – 1:42 |

## Rezeption
| Professionelle Bewertungen | Professionelle Bewertungen |
| -------------------------- | -------------------------- |
| Kritiken                   |                            |
| Metal Hammer               | [ 3 ]                      |

Volker Röhnke Möller vom Musikmagazin Metal Hammer bewertete das Album am 1. Mai 1992 mit sechs von sieben möglichen Punkten.

## Kommerzieller Erfolg

### Chartplatzierungen
Das Videoalbum stieg zur Erscheinungszeit lediglich in Österreich in die Charts ein und belegte dort Platz 38, wobei es sich zwei Wochen in den Top 100 halten konnte Es war die erste Chartplatzierung für die Band überhaupt. Erst nach Wiederveröffentlichung auf DVD im Jahr 2008 erreichte Live in Vienna auch in Deutschland für eine Woche Rang 61 der Charts.

### Auszeichnungen für Musikverkäufe
Das Video des Albums wurde 2003 für mehr als 50.000 verkaufte Einheiten mit einer Platin-Schallplatte in Deutschland ausgezeichnet, während die CD-Version im gleichen Jahr für über 250.000 verkaufte Exemplare eine Goldene Schallplatte erhielt.
| Land/Region        | Auszeichnungen für Musikverkäufe (Land/Region, Auszeichnung, Verkäufe) | Verkäufe |
| ------------------ | ---------------------------------------------------------------------- | -------- |
| Deutschland (BVMI) | Gold                                                                   | 250.000  |
| Insgesamt          | 1× Gold ·                                                              | 250.000  |